# Electronic Arts
Electronic Arts (kratica EA; angleško elektronske umetnosti) je mednarodno podjetje za razvoj, založništvo in distribucijo videoiger s sedežem v mestu Redwood City, Kalifornija, ZDA. Podjetje je 28. maja 1982 ustanovil podjetnik Trip Hawkins. EA je prepoznan kot eden izmed pionirjev na trgu iger za osebne računalnike.
Po prevzemu nekaterih manjših razvijalcev iger v zgodnjih 2000. letih je EA postalo eno od vodilnih podjetij v svoji panogi in je na tem položaju še danes.

## Nekatere znane igre
- Command & Conquer (serija)
- EA Sports (serija)
- Need for Speed (serija)
- The Sims (serija)